# Elección de la Asamblea Constituyente Rusa de 1917
La preparación de las elecciones a la Asamblea Constituyente Rusa fue iniciada tras la Revolución de Febrero de 1917 por el Gobierno provisional ruso que, tras varios aplazamientos, el 9 de agosto convocó la celebración de las elecciones para el 12 de noviembrejul./ 25 de noviembregreg. de 1917 y la apertura de las sesiones para el 28 de noviembrejul./ 11 de diciembregreg.. Las elecciones efectivamente tuvieron lugar en la fecha prevista (en algunos distritos las votaciones se llevaron a cabo en otras fechas), no así el inicio de las sesiones de la Asamblea. De esa Asamblea debía salir el nuevo gobierno que sustituiría el Gobierno provisional.
Los resultados fueron una clara victoria del Partido Socialista Revolucionario (conocido por las siglas SR, “eseristas”), que consiguieron con mucha diferencia, más votos que los bolcheviques. Anteriormente los bolcheviques habían tomado el poder en la Revolución de Octubre, formando el gobierno denominado Consejo de Comisarios del Pueblo o Sovnarkom, como Gobierno Provisional de Obreros y Campesinos, hasta la formación de la Asamblea Constituyente.
Sin embargo, ante los pobres resultados obtenidos en las elecciones, los bolcheviques disolvieron la Asamblea después de su primera sesión, haciendo los resultados de la elección nulos e inútiles. El posterior Tercer Congreso Panruso de los Sóviets resolvió expurgar todas las referencias al carácter provisional del Consejo de Comisarios del Pueblo, así como a la Asamblea Constituyente misma, de todas las nuevas ediciones de decretos y leyes, legitimando de esta manera la disolución de la Asamblea Constituyente por los bolcheviques. Estos hechos dieron origen a la Guerra civil rusa.
Diversos estudios han dado resultados diferentes, pero claramente indican que, mientras los bolcheviques eran claros ganadores en los centros urbanos rusos, así como consiguieron las dos terceras partes de los votos de los soldados del Frente Occidental ruso, los “eseristas” (socialistas revolucionarios) consiguieron ganar las elecciones teniendo el masivo apoyo del campesinado rural.
Nótese que en el estudio de Oliver Henry Radkey los datos de los socialistas revolucionarios (SR) incluyen a los socialistas revolucionarios ucranianos, mientras que los Partido Democrático Constitucional (KD, kadetes) incluyen a otros “derechistas”. El número de diputados que figuran como “Otros” incluyen 39 de los socialrrevolucionarios de izquierda y 4 socialistas populares (NS, enesy), así como 77 de otros grupos locales variados.

## Organización de las elecciones

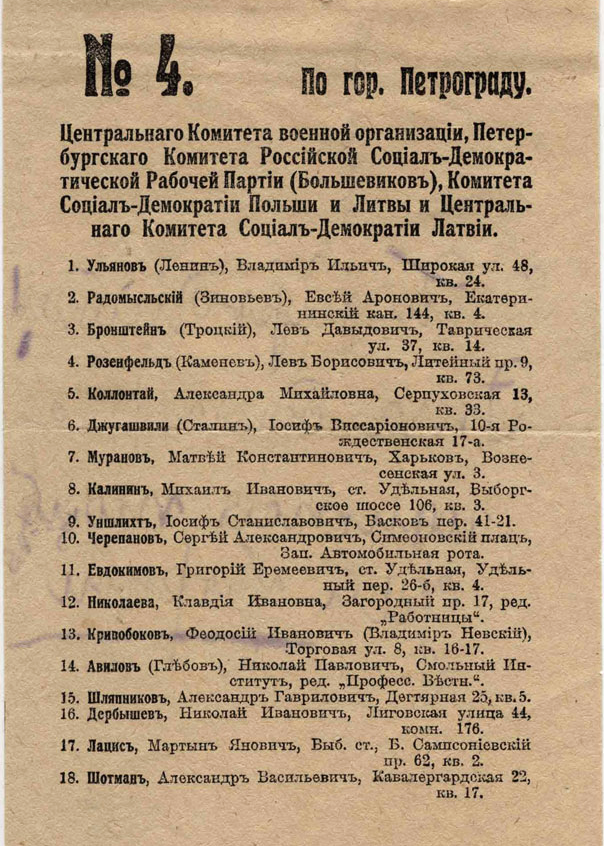
Papeleta electoral encabezada por Uliánov (Lenin) de la circunscripción de Petrogrado

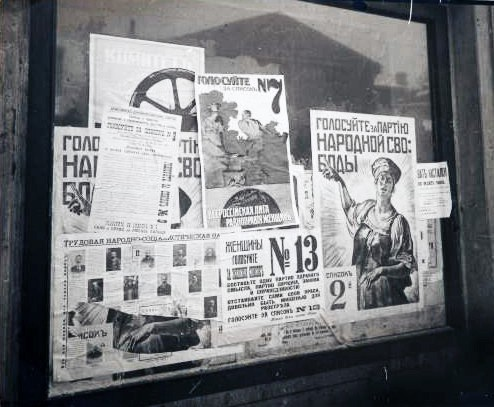
Carteles de propaganda electoral en Petrogrado

El Gobierno provisional ruso, empeñado en mantener al país en la Primera Guerra Mundial hasta la victoria, retrasó repetidamente la fecha de las votaciones a la asamblea, que consideraba podían estorbar las operaciones militares. Contó para ello con el decidido apoyo del Partido Constitucional Democrático (Kadetes), muy influyente en el Gobierno pero con malas perspectivas electorales por su debilidad en las zonas rurales, que suponían la mayoría del censo.
Los preparativos del Gobierno, reacio a realizar las elecciones a pesar de sus promesas, fueron exiguos: no se asignaron ni los fondos, ni el material, ni el personal necesarios para organizar correctamente las votaciones. Sus medidas dejaron a la asamblea en una posición muy vulnerable ante los bolcheviques, que le dieron el golpe de gracia mediante la inmediata disolución después de una única sesión.

## Sistema de votación y proceso electoral
El país quedó dividido en distritos electorales correspondientes a las distintas provincias y la votación se realizaba a listas cerradas, no para elegir un determinado candidato.
La votación se realizó fundamentalmente en dos días a partir del 12 de noviembrejul./ 25 de noviembre de 1917greg.. En algunas zonas, sin embargo, el proceso se alargó durante meses y en otras no llegó a realizarse. La lentitud del proceso disminuyó el interés popular frente a otros acontecimientos del momento, como la negociación de la paz, la tensión con los nacionalistas ucranianos o los primeros enfrentamientos de la guerra civil. En algunos distritos, la lentitud de las votaciones hizo que los propios funcionarios perdiesen interés y no informasen de los resultados; en otros como Turquestán, el retraso en votar hizo que el Gobierno disolviese la asamblea antes de que se pudiesen celebrar las votaciones. Debido a la caótica situación del país y la desorganización de las comisiones electorales, creadas durante el periodo del Gobierno provisional y enfrentadas al posterior Consejo de Comisarios del Pueblo (Gobierno bolchevique), se perdieron los resultados de las votaciones de algunas regiones. El resultado del proceso fue que únicamente alrededor de la mitad de los diputados acudieron a la única sesión de la Cámara en Petrogrado: el resto no se presentó, nunca fue elegido o los resultados de sus circunscripciones no se tuvieron en cuenta.

## Resultados generales

### Distribución aproximada de escaños y votos por formaciones según Sviatitski/Radkey
Nunca se llegó a tener un cómputo exacto de los resultados y los estudios posteriores solo produjeron resultados aproximados. Según el primer estudio, publicado en 1918 por el secretario de la Comisión panrusa para las elecciones a la Asamblea Constituyente, el socialrevolucionario de izquierda Nikolái Sviatitski, titulado Resultados de las elecciones a la Asamblea Constituyente Panrusa («Итоги выборов во Всероссийское Учредительное собрание»), la distribución de escaños por formaciones políticas fue la siguiente:
| Agrupación                                   | Escaños |
| -------------------------------------------- | ------- |
| Socialrevolucionarios                        | 299     |
| Socialrevolucionarios ucranianos             | 22      |
| Socialrevolucionarios de izquierda           | 39      |
| Bolcheviques                                 | 168     |
| Mencheviques                                 | 18      |
| Socialistas populares (enesy)                | 4       |
| Partido Democrático Constitucional (kadetes) | 15      |
| Otros grupos de derecha                      | 2       |
| Musulmanes, baskires y kirguises             | 28      |
| Armenios                                     | 10      |
| Judíos, polacos, letones y estonios          | 9       |
| Otros socialrevolucionarios de las minorías  | 19      |
| Socialdemócratas ucranianos                  | 2       |
| Cosacos                                      | 9       |

La distribución del posterior estudio soviético es similar, pero menos detallada. En total, el número de diputados de la asamblea era 817, de los que finalmente se eligieron poco más de 700. El estudio soviético logró identificar a 707 de ellos, mientras que el anterior de Sviatitski muestra 703 en su distribución aproximada por agrupaciones políticas. Radkey considera la distribución la más perfecta posible ante la falta de datos.
En cuanto al reparto de votos, el estudio más exacto a finales del siglo XX, el del profesor Radkey, indica la distribución de 41 686 876 de los votos de la siguiente manera:
| Agrupación                                                                         | Votos          |
| ---------------------------------------------------------------------------------- | -------------- |
| Socialrevolucionarios                                                              | 15 848 004     |
| Bolcheviques                                                                       | 9 844 637      |
| Mencheviques                                                                       | 1 364 826      |
| Socialistas populares (enesy)                                                      | 322 078        |
| Kadetes                                                                            | 1 986 601      |
| Cosacos                                                                            | 663 112        |
| Terratenientes                                                                     | 171 245        |
| Derecha                                                                            | 109 161        |
| Ortodoxos                                                                          | 155 341        |
| Viejos creyentes                                                                   | 53 999         |
| Otros grupos cristianos                                                            | 18 179         |
| Otros grupos no socialistas rusos                                                  | 91 381         |
| Bloque socialista ucraniano                                                        | 3 556 581      |
| Socialrevolucionarios ucranianos                                                   | 1 286 157      |
| Socialdemócratas ucranianos                                                        | 95 117         |
| Otros grupos ucranianos menores                                                    | 19 212         |
| Socialrevolucionarios y socialrevolucionarios ucranianos                           | 1 203 135      |
| Socialrevolucionarios de izquierda y socialrevolucionarios ucranianos              | 11 871         |
| Socialdemócratas ucranianos, socialrevolucionarios ucranianos y socialistas judíos | 4219           |
| Ucranianos y tártaros                                                              | 53 000         |
| Nacionalistas musulmanes                                                           | 484 464        |
| Musulmanes de izquierda y socialrevolucinarios                                     | 458 272        |
| Federación Revolucionaria Armenia (Dashnaksutiun)                                  | Más de 350 000 |
| Basquires                                                                          | 13 100         |
| Buriatos                                                                           | 15 464         |
| Chuvasios                                                                          | 235 552        |
| Estonios no socialistas                                                            | 85 107         |
| Laboristas estonios                                                                | 64 704         |
| Socialrevolucionarios estonios                                                     | 17 726         |
| Socialdemócratas estonios                                                          | 9244           |
| Nacionalistas alemanes                                                             | 121 614        |
| Socialistas alemanes                                                               | 42 156         |
| Griegos                                                                            | 9143           |
| Judíos nacionalistas                                                               | 417 215        |
| Bund                                                                               | 31 123         |
| Poalei Zion                                                                        | 20 538         |
| Otros grupos socialistas judíos                                                    | 29 322         |
| Letones                                                                            | 69 242         |
| Polacos                                                                            | 125 240        |
| Bielorrusos                                                                        | 15 517         |
| Otros grupos de la minorías                                                        | 6224           |
| Votos sin clasificar                                                               | 1 678 231      |

En su estudio se incluyen resultados (al menos parciales) de 70 de las 80 circunscripciones en las que se dividió el país. El total de votos estudiado es de 44 218 555. No se tienen datos precisos del porcentaje de participación pero el profesor Radkey los cifra en alrededor del 55 % de los votantes del censo.
| Partido                                      | Votos      | Porcentaje | Diputados |
| -------------------------------------------- | ---------- | ---------- | --------- |
| Partido Socialista-Revolucionario (SRs)      | 17 100 000 | 41,0       | 380       |
| Bolcheviques                                 | 9 800 000  | 23,5       | 168       |
| Partido Constitucional Democrático (Kadetes) | 2 000      | 4,8        | 17        |
| Mencheviques                                 | 1 360 000  | 3,3        | 18        |
| Otros                                        | 11 140 000 | 26,7       | 120       |
| Total                                        | 41 700 000 | 100        | 703       |

### Distribución aproximada de escaños y votos por formaciones según Bryan Caplan
Resultados de la página web publicada por Bryan Caplan de la Universidad George Mason:
| Partido                                                      | Votos      | Porcentaje |
| ------------------------------------------------------------ | ---------- | ---------- |
| Partido Socialista-Revolucionario (SRs)                      | 17 943 000 | 40,4       |
| Bolcheviques                                                 | 10 661 000 | 24,0       |
| Partido Social Revolucionario Ucraniano                      | 3 433 000  | 7,7        |
| Partido Constitucional Democrático (Kadetes)                 | 2 088 000  | 4,7        |
| Partido Social Democrático Georgiano (Menchevique)           | 662 000    | 1,5        |
| Musavat (Azerbaiyán)                                         | 616 000    | 1,4        |
| Federación Revolucionaria Armenia (Dashnaktsutiún) (Armenia) | 560 000    | 1,3        |
| Social-revolucionarios de izquierda (Izquierda del SRs)      | 451 000    | 1,0        |
| Alash Orda (Kazajistán)                                      | 407 000    | 0,9        |
| Diversos Partidos liberales                                  | 1 261 000  | 2,8        |
| Diversos partidos de minorías étnicas                        | 407 000    | 0,9        |
| Diversos Socialistas                                         | 401 000    | 0,9        |
| Sin catalogar                                                | 4 543 000  | 10,2       |

Distribución de votos en los 75 ókrugs
En el total de los 75 ókrugs (distritos) los resultados de la votación son los siguientes:
- 39,5 %: Socialistas revolucionarios
- 22,4 %:  Bolcheviques;
- 4,5 %:  Kadetes;
- 3,2 %:  Mencheviques;
- 0,9 %:  Enesy (Partido Socialista Popular);
- 14,5 %:  Partidos y grupos nacionalistas socialistas (12);
- 9,6 %:  Partidos y grupos no socialistas;
- 1,4 %:  Grupos y partidos de derecha;
- 3,9 %:  otros (13).

### Distribución de escaños según la Wikipedia rusa

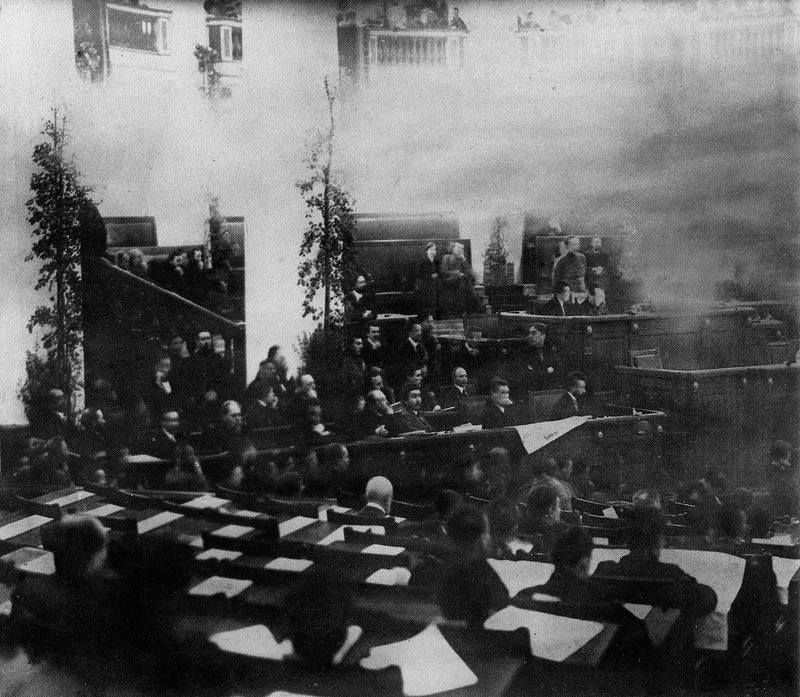
Imagen de la única sesión de la Asamblea Constituyente Rusa

La distribución de los 766 escaños de la Asamblea Constituyente Rusa por partidos políticos fue la siguiente:
- Socialistas revolucionarios: 374 (48,8 %);
- Bolcheviques: 180 (23,5 %);
- Socialistas revolucionarios ucranianos: 81 (10,6 %);
- Autonomistas y federalistas: 25 (3,3 %)
- Kadetes: 24 (3,1 %)
- Mencheviques: 22 (2,9 %);
- Alash Ordá: 12 (1,6 %)
- Socialdemócratas ucranianos: 11 (1,4 %);
- Müsavat: 10 (1,3 %)
- Dashnaktsutiún: 9 (1,2 %)
- Otros socialistas: 8 (1,0 %)
- Enesy: 5 (0,7 %);
- Sionistas: 4 (0,5 %)
- Derecha: 1 (0,1 %)

## Resultados en el territorio de la actual Federación de Rusia
(Se excluyen los países ahora independientes, como Ucrania, Bielorrusia, Armenia, etc)
Los resultados de la votación por los ókrugs que abarca el territorio de la Federación de Rusia moderna (45 Ókrugs civiles):
- Socialistas revolucionarios: 51,3 %;
- Bolcheviques: 25,2 %;
- Kadetes: 6,3 %;
- Mencheviques: 1,6 %;
- Enesy: 1,1 %;
- Grupos y Partidos de derecha: 1,7 %;
- Grupos y Partidos nacionalistas socialistas: 4,0 %;
- Partidos y grupos no socialistas;: 4,3 %;
- Otros: 4,6%15.

## Conclusiones
Según el estudio del profesor Radkey, el resultado de las elecciones arrojó las siguientes conclusiones:
- A pesar de controlar el Gobierno, el partido bolchevique resultó derrotado en las elecciones y obtuvo solamente alrededor de un cuarto de los votos.[20][21] Su apoyo se concentraba en las grandes ciudades, los centros industriales, las guarniciones y los frentes de mayor importancia estratégica, además de en algunas regiones campesinas del centro del país y del noroeste.[22][21]
- Una correlación entre la distribución geográfica del voto bolchevique y la de las fuerzas que disputaron poco después la guerra civil.[23] Las regiones periféricas del país, las de menor apoyo general a los bolcheviques, fueron las de principal influencia de sus enemigos.[23]
- Lo socialrevolucionarios obtuvieron la mayoría en las elecciones y superaron en una proporción de 16/10 a los bolcheviques, pero no lograron la mayoría absoluta.[24] Sólo con los diputados de los socialrevolucionarios de las minorías alcanzaban esta.[7]
- La mayoría del campesinado apoyó al Partido Social-Revolucionario (PSR), que asociaba a la expropiación de la tierra sin compensación para los antiguos propietarios.[20] Los apoyos principales del PSR se situaban en la región del Volga y en Siberia.[22] También contaban con amplio respaldo en los frentes suroccidental y rumano, en Crimea, los Urales o Ucrania oriental.[21]
- El fracaso de las escisiones socialrevolucionarias, tanto de izquierda como de derecha: el campesinado votó en general por el antiguo partido, sin importar si la candidatura estaba controlada por la corriente de derecha o de izquierda.[25]
- La decadencia de los mencheviques, salvo en el Cáucaso, donde estaba muy relacionado con el nacionalismo georgiano.[22][21]
- Cuatro quintas partes de los votos fueron para partidos socialistas, principalmente populistas.[20]
- Los partidos tradicionales no socialistas sufrieron una dura derrota,[26] principalmente debido a la escasez de la clase media en Rusia y la decadencia de la monarquía y de la Iglesia.[27]
- La escasa importancia del voto religioso, a excepción del musulmán.[27]
- La relevancia del voto nacionalista de las minorías.[27] Especialmente importante fue el respaldo al nacionalismo ucraniano,[28] con cerca de cinco millones y medio de votos en diversas candidaturas.[27] Fuerte, pudo indicar tanto un deseo autonomista como independentista.[29]
- En las provincias más rurales de la Rusia en la zona conocida como de la «tierra negra», el apoyo a los socialrevolucinarios fue abrumador; los bolcheviques en general quedaron en un lejano segundo puesto, gracias fundamentalmente al apoyo de los soldados de las guarniciones y a los que regresaban del frente.[30]
- En Siberia occidental, lejos del frente y con escasa influencia urbana, los socialrevolucionarios aplastaron a sus adversarios al obtener alrededor del 85 % de los sufragios.[31] Nuevamente los bolcheviques quedaron segundos con muchos menos votos y el resto de partidos apenas obtuvo apoyo popular.[31]
- En Siberia oriental, algo más industrial, la victoria socialrevolucionaria fue algo menor que en la occidental y el apoyo bolchevique, algo mayor.[31]
- En Bielorrusia, destacó la fuerza de los bolcheviques y la debilidad del nacionalismo local.[32] La mayoría del voto se repartió entre los bolcheviques —vencedores en la región, sobre todo por el apoyo de los soldados— y los socialrevolucionarios.[32]
- En Estonia, la única región báltica significativa no ocupada por los Imperios centrales, los votos se dividieron entre los bolcheviques y los nacionalistas estonios, que se presentaron en diversas listas.[33] En Livonia, los bolcheviques arrasaron en las votaciones.[34]
- La concentración del apoyo a los kadetes en Petrogrado y Moscú, gracias a la concentración de burguesía y funcionariado;[35] el partido logró el segundo puesto en las dos ciudades, por detrás únicamente de los bolcheviques.[34] En la capital, prácticamente todo el electorado no socialista respaldó a los demócratas constitucionales.[35] En el resto del país sus apoyos fueron escasos por la falta de apoyo de campesinos, soldados y obreros.[22] Más allá de las clase media urbana, los kadetes solo atraían a los terratenientes, entre los labradores su respaldo era prácticamente nulo, debido principalmente a su apoyo a la compensación por la expropiación de la tierra que estos rechazaban.[36]
- En los siete distritos electorales constituidos para los cinco frentes y las dos flotas, el resultado fue favorable a los bolcheviques, más cuanto más cercano era el distrito a la capital y mayor había sido la agitación del partido entre las tropas.[37] En las circunscripciones más alejadas a la capital, como el frente rumano o el caucásico, los vencedores fueron los socialrevolucinarios.[37] El apoyo menchevique era escaso y mayor cuanto más alejada estaba la circunscripción militar de la capital; el respaldo kadete era casi nulo, limitado a los oficiales.[38] Los socialistas ucranianos, en realidad inclinados al nacionalismo, obtuvieron un notable apoyo en algunos frentes.[38]
- Si los bolcheviques contaban con el apoyo mayoritario, y en ocasiones amenazador y violento, de los soldados, su adversarios disfrutaban de apoyos importantes entre las figuras relevantes en el agro ruso: los sacerdotes solían animar a votar a los kadetes u otros grupos más derechistas, mientras que los maestros solían ser firmes defensores de los socialrevolucionarios.[39] Tanto los bolcheviques como sus adversarios trataron en algunos distritos de intimidar a sus rivales.[40] A pesar de estos incidentes, la votación en general fue pacífica y ordenada.[41] El número de muertes o de incidentes violentos resultó escaso para el tamaño el país.[42]
- La participación fue especialmente grande en las zonas rurales y más escasa en las ciudades, lo que acentuó la influencia del campo —mayoritario— en los resultados.[43]
- La votación reflejó fielmente el estado del país: la fortaleza de los partidos revolucionarios, la imposibilidad de los bolcheviques de gobernar democráticamente por falta del apoyo mayoritario, la energía de los nacionalismos de las minorías, el rechazo a la guerra o la debilidad de los reaccionarios.[44]